# Eric Fongué
Eric Fongué (nacido el 25 de febrero de 1991 en Distrito de Dielsdorf, Zúrich) es un jugador de baloncesto suizo que actualmente pertenece a la plantilla del Fribourg Olympic de la LNA, la máxima división suiza. Con 1,98 metros de altura puede jugar tanto en la posición de Alero como en la de Ala-Pívot. Es internacional absoluto con Suiza.

## High School
Se formó en el Kantonsschule Oerlikon Birch High School, situado en Zúrich.

## Inicios
Jugó en la Canarias Basketball Academy de la Primera División Nacional de Baloncesto (5ª división española) en la temporada 2009-2010. En la temporada 2010-2011, jugó en el BG 74 Göttingen de la BBL alemana y en el Poly-Rapid Zürich Wildcats de la LNA suiza, su país de origen.

## Universidad
Asistió durante un año (2011-2012) a la Universidad del Oeste de Washington, situada en Bellingham, Washington y perteneciente a la División II de la NCAA, durante dos años (2012-2014) al Whatcom Community College, situado en Bellingham, Washington y perteneciente a la Northwest Athletic Conference, y durante un año (2014-2015) a la Universidad de Alaska Fairbanks, situada en Fairbanks, Alaska y perteneciente a la División II de la NCAA.

### Western Washington

#### Freshman
En su primer año, su año freshman (2011-2012), fue red-shirt y no pudo disputar ningún partido con los Vikings.

### Whatcom Community College

#### Sophomore
En su segundo año, su año sophomore (2012-2013), ya en las filas de los Whatcom Orcas, jugó 27 partidos con un promedio de 6,4 puntos (54,6 % en tiros de 2, 30 % en triples y 67 % en tiros libres) y 2,7 rebotes en 16,3 min.
Sus mejores partidos fueron contra los Everett Trojans (19 puntos (8-11 en tiros de 2, 0-2 en triples y 3-3 en TL), 6 rebotes y 1 asistencia en 24,5 min) y contra los Skagit Valley Cardinals (18 puntos (5-7 en tiros de 2, 1-4 en triples y 5-6 en TL), 6 rebotes, 2 asistencias y 1 robo en 31,4 min).

#### Junior
En su tercer año, su año junior (2013-2014), último año los Whatcom Orcas, jugó 27 partidos con un promedio de 11,4 puntos (45 % en triples y 66 % en tiros libres), 5,7 rebotes y 1,1 asistencias en 27,3 min.
Ayudó a los Orcas a ganar el título NWAACC North Region y a clasificarse para el Torneo de la NWAACC. Tuvieron un récord de 19-8 (11-3 en su conferencia). Anotó 10 o más puntos en 16 ocasiones (incluyendo un par de dobles-dobles).
Sus mejores partidos fueron contra los Peninsula Pirates (22 puntos (7-8 en tiros de 2, 2-3 en triples y 2-2 en TL), 9 rebotes y 1 tapón en 31,4 min) y contra los Shoreline Dolphins (19 puntos (4-7 en tiros de 2, 2-5 en triples y 5-8 en TL) y 10 rebotes en 26 min).
A final de temporada, fue elegido en el segundo mejor quinteto NWAACC North Region y recibió una mención académica.

#### Promedios
Disputó un total de 54 partidos con los Whatcom Orcas entre las dos temporadas, promediando 8,9 puntos (51,6 % en tiros de 2, 40,9 % en triples y 66,1 % en tiros libres) y 4,2 rebotes en 21,8 min de media.

### Alaska Fairbanks

#### Senior
En su cuarta y última temporada, su año senior (2014-2015), en las filas de los Alaska Nanooks, disputó 26 partidos con un promedio de 6,8 puntos (44,7 % en triples), 4 rebotes y 1,1 asistencias en 20,3 min de media.
Sus mejores partidos fueron contra los Portland Bible Wildcats (12 puntos (1-2 en tiros de 2, 3-5 en triples y 1-2 en TL), 5 rebotes y 1 asistencia en 16 min), contra los Simon Fraser Clan (12 puntos (1-2 en tiros de 2, 3-4 en triples y 1-2 en TL), 7 rebotes, 2 asistencias y 1 robo en 27 min) y contra los Alaska Anchorage Seawolves (12 puntos (3-4 en tiros de 2 y 2-4 en triples), 4 rebotes, 2 asistencias y 1 tapón en 30 min).

## Trayectoria profesional

### Fribourg Olympic
Tras no ser seleccionado en el Draft de la NBA de 2015, el 22 de junio de 2015, el Fribourg Olympic, anunció su fichaje por dos temporadas. En 2016, se proclamó campeón de la Copa Suiza de Baloncesto, de la LNA y de la Supercopa Suiza de Baloncesto.
En su primera temporada (2015-2016), jugó 26 partidos de liga y 12 de play-offs, promediando en liga 5,7 puntos (50,8 % en tiros de 2, 30,9 % en triples y 70,6 % en tiros libres) y 2,5 rebotes en 16,5 min, mientras que en play-offs promedió 3 puntos (60 % en tiros de 2) y 1,3 rebotes en 11,8 min.

## Selección Suiza

### Categorías inferiores
Internacional con las categorías inferiores de la selección de baloncesto de Suiza, disputó el Europeo Sub-20 División B de 2010, celebrado entre Güssing y Oberwart, Austria, donde la selección suiza quedó en 17.ª posición, y el Europeo Sub-20 División B de 2011, celebrado en Sarajevo, Bosnia y Herzegovina, donde la selección suiza quedó en 21.ª posición.
En el Europeo Sub-20 División B de 2010 jugó 6 partidos con un promedio de 3,3 puntos (50 % en tiros de 2) y 1,2 rebotes en 13,2 min de media.
En el Europeo Sub-20 División B de 2011 jugó 7 partidos con un promedio de 3,6 puntos (55,6 % en tiros de 2), 2,1 rebotes y 1 asistencia en 16,7 min de media.

### Absoluta
Debutó con la selección de baloncesto de Suiza en la Clasificación para el EuroBasket 2017, celebrado entre Finlandia, Israel, Rumania y Turquía, no logrando Suiza clasificarse.
Jugó 4 partidos con un promedio de 3,8 puntos (100 % en tiros de 2 y 75% en triples) en 8,6 min de media.